# Richard Kiprop
Richard Kiprop Mengich (3 april 1989), is een Keniaanse langeafstandsloper, gespecialiseerd in de afstanden 10 km en de halve marathon. Zijn grootste overwinningen zijn de halve marathon van Berlijn (die hij binnen het uur liep) en de halve marathon van Göteborg.

## Loopbaan
In 2012 liep Kiprop zijn eerste wedstrijden buiten Afrika. Na enkele successen op de 10 km in Duitsland won hij dat jaar de Route du Vin in een uitstekende debuuttijd van 1:00.48 uur.
Het jaar daarop liep hij dertien wedstrijden. Hij won de Paderborner Osterlauf en werd derde in de 10 km van Berlijn.
In 2014 werd hij tweede in de halve marathon van Göteborg in Zweden. In de halve marathon van Berlijn werd hij derde. In Nederland nam hij deel aan de City Pier City Loop, waarin hij vierde werd. Tijdens de Venloop werd hij tweede en hij werd eerste bij de Bredase Singelloop in 1:00.11, een parcoursrecord.
In 2015 nam Kiprop wederom met succes deel aan de halve marathon van Göteborg, die hij dit keer won. Drie weken later won hij de halve marathon van Zwolle. In de slotfase liep hij met zijn landgenoot Wilson Kipsang naar de finish, maar wist hij zijn concurrent voor te blijven. Ook won hij een zilveren medaille bij de halve marathon van Udine.
In april 2016 won hij de halve marathon van Berlijn. Voor het eerst in zijn loopbaan liep hij deze afstand binnen het uur in 59.58 en dat is sindsdien zijn persoonlijk record.
Kiprop wordt gesponsord door Adidas.

## Persoonlijke records
Baan
| Onderdeel | Prestatie | Datum        | Plaats     |
| --------- | --------- | ------------ | ---------- |
| 5000 m    | 13:29.55  | 15 juni 2013 | Heidelberg |

Weg
| Onderdeel      | Prestatie | Datum           | Plaats              |
| -------------- | --------- | --------------- | ------------------- |
| 10 km          | 27:48     | 30 maart 2014   | Berlijn             |
| 15 km          | 42:30     | 5 oktober 2014  | Breda               |
| 20 km          | 57:02     | 5 oktober 2014  | Bandar Seri Begawan |
| halve marathon | 59:35     | 21 mei 2016     | Göteborg            |
| 30 km          | 1:29.15   | 26 oktober 2014 | Frankfurt           |
| marathon       | 2:08.46   | 9 april 2017    | Parijs              |

## Palmares

### 5000 m
- 2013:  Heidelberg Cup - 13.29,55

### 10 km
- 2012:  Sotokoto Safari in Nairobi - 29.18
- 2012:  Alsterlauf Hamburg - 28.17
- 2012:  Tübinger Stadtlauf in Tübingen - 29.03
- 2012: Grand Berlin - 27.56
- 2013:  Paderborner Osterlauf - 28.00
- 2013:  Würzburger Residenzlauf - 27.56
- 2013:  Oelder Sparkassen Stadtlauf - 28.30
- 2013:  Alsterlauf Hamburg - 28.56
- 2013:  Tübinger ERBE-Lauf in Tübingen - 28.52
- 2013:  Grand Berlin - 28.13
- 2014:  Oelder Sparkassen CityLauf- elite - 28.14
- 2014: 5e Birell Grand Prix in Praag - 27.48
- 2015:  Oelder Sparkassen City-Lauf - 28.24
- 2015: 4e Stadsloop Appingedam - 28.22

### halve marathon
- 2012:  Route du Vin - 1:00.48
- 2012:  halve marathon van Dresden - 1:02.31
- 2013: 4e halve marathon van Nairobi - 1:04.55
- 2013: 5e halve marathon van Lissabon - 1:01.56
- 2013: 4e halve marathon van Göteborg - 1:03.45
- 2014: 4e City-Pier-City Loop - 1:01.01
- 2014:  halve marathon van Berlijn - 1:00.17
- 2014:  halve marathon van Göteborg - 1:00.55
- 2014:  halve marathon van Zwolle - 1:01.06
- 2014: 4e halve marathon van Usti nad Labem - 1:01.19
- 2014:  Bredase Singelloop - 1:00.11
- 2015: 4e halve marathon van Berlijn - 59.59
- 2015: 5e halve marathon van Istanboel - 1:00.23
- 2015:  halve marathon van Göteborg - 1:00.44
- 2015:  halve marathon van Zwolle - 1:01.22
- 2015:  halve marathon van Udine - 1:00.22
- 2016:  halve marathon van Berlijn - 59.58
- 2016:  halve marathon van Göteborg - 59.35
- 2016:  halve marathon van Zwolle - 1:00.37
- 2017:  halve marathon van Zwolle - 1:01.34
- 2018:  halve marathon van Berlijn - 1:00.36
- 2018: 4e halve marathon van Göteborg - 1:02.36
- 2019: 4e halve marathon van Sjanghai - 1:02.46

### marathon
- 2016: 7e marathon van Eindhoven - 2:10.39
- 2017:  marathon van Parijs - 2:08.46
- 2018: 5e Marathon van Gyeongju - 2:10.24